# نجواگر روح
نجواگر روح یک مجموعه تلویزیونی فراطبیعی آمریکایی است، که از ۲۳ سپتامبر ۲۰۰۵ تا ۲۱ مه ۲۰۱۰ از شبکه سی بی اس پخش شد. این سریال زندگی خانم ملیندا گوردون (جنیفر لاو هویت) را دنبال می‌کند که قادر به دیدن و همچنین برقراری ارتباط با ارواح و اجنه اطراف خود است.
ملیندا متأهل است و یک مغازه عتیقه فروشی را اداره می‌کند. او در حالی که سعی می‌کند تا حد امکان زندگی عادی خود را داشته باشد و به اداره مغازه عتیقه فروشی‌اش مشغول است، به ارواح زمینی کمک می‌کند تا مشکلاتشان را حل کنند و به نور یا دنیای ارواح بپیوندند. وظایف او دشوار است و گاهی اوقات با افرادی که او را از خود می‌رنجانند، شکنجه می‌کنند و به کمک‌هایش نیازی ندارند مبارزه می‌کند. علاوه بر همه این مشکلات، گاه ارواح در ابتدا مرموز و گاهی تهدیدآمیز و خشن هستند و ملیندا باید از سرنخ‌های موجود برای درک نیازهای ارواح و کمک به آنها استفاده کند تا بتواند آنها را نجات دهد. این فیلم توسط جان گری ساخته شد و بخش عمده آن توسط ساندر/ ماسیس پروداکشنز، به عنوان مدیر اجرایی و جنیفر لاو هویت در همکاری با ای‌بی‌سی سیگنچر و استودیوهای تلویزیونی سی‌بی‌اس تهیه شد.
در ۱۸ می ۲۰۱۰، سی بی اس اعلام کرد سریال پس از پنج فصل تولید به اتمام رسیده است.

## داستان
ملیندا گوردون (جنیفر لاو هویت) زن جوانی از شهر گراندویو آیووا نیویورک است که توانایی دیدن و برقراری ارتباط با مردگان و ارواح را دارد. ملیندا با همسرش جیم کلنسی (دیوید کنراد) و پسرشان آیدن (کانر گیبز) که در فصول بعدی به سریال اضافه می‌شود، زندگی می‌کند. او صاحب مغازه ای عتیقه فروشی به نام «همانطور که هرگز نبود» است. هر شبح از ملیندا برای انتقال پیام‌ها یا تکمیل کارهایی که به روحش آرامش می‌دهد و به آن‌ها اجازه عبور از نور را می‌دهد، کمک می‌گیرد. کسانی که با کارهای ناتمام در این دنیا جان خود را از دست داده‌اند، زمین گیر می‌شوند و نمی‌توانند کار مهم خود را به پایان برسانند، ملیندا، به عنوان نماینده زمینی آنها، به آنها کمک می‌کند تا آرامش خود را پیدا کنند. این فیلم ارواح را به عنوان گناه کار نشان نمی‌دهد. و اجازه شماتت مخاطب به آنها را از دیدگاه نویسنده نمی‌دهد، بلکه این گناه خود ارواح است که آنها را محکوم به اتمام کارهای ناتمام خود می‌کند و ترس از قضاوت آنها را از «عبور» به زندگی پس از مرگ بازمی‌دارد.
در این سریال همچنین آیشا تایلر در نقش آندریا مارینو، نزدیکترین دوست ملیندا، که مغازه عتیقه فروشی را با او اداره می‌کند، به ایفای نقش می‌پردازد. آندریا در قسمت پایانی فصل اول برای همیشه کشته می‌شود و از داستان کنار می‌رود.
در فصل دوم، ملیندا با دلیا بنکس (کامرین مانهایم)، یک مشاور املاک که در آینده با ملیندا رابطه دوستی نزدیکی برقرار می‌کند، ملاقات می‌کند و در نهایت موافقت می‌کند که مغازه عتیقه‌فروشی را به کمک هم اداره و مرتب کنند. دلیا که در ابتدا هیچ خبری از اسرار زندگی ملیندا ندارد بعد از فهمیدن توانایی‌های ملیندا شوکه می‌شود. او ابتدا سعی می‌کند ملیندا را متقاعد کند که به کمک روانی نیاز دارد. دلیا در نهایت توانایی ملیندا را می‌پذیرد، اگرچه هنوز او شک دارد. دلیا پسری به نام ند بنکس دارد (فصل دوم تایلر پاتریک جونز، بعد از آن کریستف سندرز) که او هم از توانایی همکار مادرش «ملیندا» باخبر می‌شود و سعی در انجام کارهایی دارد.
ملیندا که دایره ارتباطش با ارواح روز به روز گسترده‌تر می‌شود با ریک پین (جی مور)، استاد دانشگاه راکلند، دوستی برقرار می‌کند تا بتواند از او در انجام کارهایی کمک بگیرد. او کمک به ملیندا را می‌پذیرد؛ درگیری‌های ارواح در طول فصل دوم و سوم عمدتاً با کمک این دو حل می‌شود. ریک پین در اوایل فصل چهارم برای یک اکسپدیشن به هیمالیا می‌رود و رابطه کاری خود را با ملیندا کم رنگ. می‌کند. در همین قسمت، الی جیمز (جیمی کندی)، استاد دیگری در دانشگاه به ملیندا معرفی می‌شود که تجربه ای نزدیک به مرگ را پشت سر گذاشته و توانایی شنیدن ارواح را دارد، اما برخلاف ملیندا، او نمی‌تواند آنها را ببیند و با آنها ملاقات کند. او خیلی سریع به دوست صمیمی ملیندا تبدیل می‌شود و به او کمک می‌کند تا در مورد شکارچی‌های ارواح و اشباح تحقیق کند.

## بازیگران
- جنیفر لاو هویت در نقش ملیندا گوردون
- آیشا تایلر در نقش آندریا مارینو (فصل ۱–۲)
- دیوید کنراد در نقش جیم کلنسی / سم لوکاس
- کامرین مانهایم در نقش دلیا بنکس (فصل ۲ تا ۵)
- جی مور در نقش پروفسور ریک پین (فصل ۳؛ تکراری، فصل ۲؛ مهمان ویژه، فصل ۴)
- جیمی کندی در نقش پروفسور الی جیمز (فصل ۴تا ۵)

## تولید و پخش

### توسعه:
نجواگر روح تا حدودی با اقتباس از مری آن وینکوفسکی ساخته شده‌است. شروع توسعه صحنه پردازی و... این سریال حداقل به دو سال قبل از شروع آن برمی گردد. جیمز ون پراگ یکی از تهیه‌کنندگان اجرایی و مشاوران این سریال بود. او در طی ۵ فصل حضور کاملی داشت
این سریال توسط ساندر/ ماسیس پروداکشنز با همکاری استودیوهای تلویزیونی سی‌بی‌اس (در اصل تلویزیون شبکه پارامونت) در فصل یک و استودیوی ای بی سی (در اصل تلویزیون Touchstone در دو فصل اول) و استودیوهای تلویزیونی سی‌بی‌اس در فصل‌های دو تا چهار تولید شد.
این سریال در استودیو یونیورسال در شهر لس آنجلس فیلمبرداری شد. بازیگران و اعضای گروه در مصاحبه‌های متعدد معتقد بودند این مجموعه واقعاً از ارواح واقعی بازدید می‌کند. پس از لغو چندباره سریال در طی مراحل تولید، جنیفر لاو هویت فیلم توری که تهیه‌کننده آن اثر بود را فیلمبرداری کرد.
جلوه‌های صوتی این سریال در Smart Post Sound تکمیل شد. جلوه‌های بصری پیشرفته برای خلبان و برخی از قسمت‌های فصل یک در مجموعه فلش فیلم ورکز تکمیل شد. جلوه‌های بصری تقریباً برای کل مجموعه که در برگیرنده ۵ فصل بود در مجموعه Eden FX ایجاد شد. روی فورج اسمیت، که در اغلب ساخته‌هایش با جان گری همکاری می‌کرد، طراح تولید ۴۴ قسمت از سریال بود که دو فصل را از سال ۲۰۰۵ تا ۲۰۰۷ در بر می‌گرفت.
پخش:
فصل اول سریال، در ۲۳ سپتامبر ۲۰۰۵ شروع به پخش کرد و در ۵ مه ۲۰۰۶ به پایان رسید، و توانست میانگین ۱۰ میلیون بیننده را به دست آورد.  فصل دوم نجواگر روح در ۲۲ سپتامبر ۲۰۰۶ برای اولین بار پخش شد و در ۱۱ مه ۲۰۰۷ به پایان رسید. شبکه سی بی اس رسماً ساخت فصل سوم این سریال را اعلام و قرارداد آن را تمدید کرد؛ و پخش آن را به زمان مناسبتری نسبت به دو فصل قبل قرار داد. پس از طی مراحل پیش تولید و فیلم‌برداری فصل سوم در ۲۸ سپتامبر ۲۰۰۷ پخش شد. در طی تولید فصل سوم چالش‌هایی در این راه بوجود آمد، دوازده قسمت قبل از اعتصاب انجمن نویسندگان آمریکا تکمیل شده بود اما فیلمنامه باقی قسمت‌ها به نگارش درنیامده بود. پس از پایان اعتصاب، شبکه سی بی اس اعلام کرد که ادامه سریال در ۴ آوریل ۲۰۰۸ با شش قسمت باز خواهد گشت. پس از پایان فصل سوم در فوریه ۲۰۰۸، CBS قرارداد ساخت فصل چهارم را تمدید کرد. برای فصل چهارم، جیمی کندی به جمع بازیگران این مجموعه پیوست جی مور بعد از قسمت اول فصل چهارم از سریال کنار رفت، زیرا داستان کاراکتر او، پروفسور ریک پین، به پایان رسید. (مور در ادامه به سریال گری مجرد رفت و آنجا به ایفای نقش پرداخت). کریستف سندرز، به عنوان بازیگر دوره ای، به جمع بازیگران اضافه شد. ن پیوست. فصل چهارم این مجموعه که در روز جمعه ۳ اکتبر ۲۰۰۸ شروع به پخش کرد در ۱۵ می ۲۰۰۹ به پایان رسید و شامل ۲۳ قسمت بود. در مصاحبه ای که پی کی سیموندز با نشریه ای آنلاین داشت، صحبت این شد که مجموعه نجواگر روح برای فصل پنجم بازخواهد گشت. شبکه سی بی اس در ۲۰ می ۲۰۰۹، فصل پنجم را نیز تمدید کرد که پخش آن از جمعه ۲۵ سپتامبر ۲۰۰۹ ساعت ۸ شب آغاز شد. فصل پنج در ۲۲ قسمت به نمایش درآمد.

### در کانادا:
در ۵ می ۲۰۰۸، اعلام شد که سه فصل اول سریال نجواگر روح به قیمت ۱۶۹٫۸ میلیون دلار خریداری شده‌است.  (میانگین ۷۰۰هزار دلار در هر قسمت، در هر شبکه) پخش سریال همچنان توسط سای فای، تلویزیون یون، و وی تی وی انجام شد. پخش قسمت‌ها در اواسط سال ۲۰۰۹ در تلویزیون یون و در سه‌ماهه سوم سال ۲۰۰۹ در سای فای و وی تی وی آغاز شد. چهار فصل اول در ۳۱ آگوست ۲۰۰۹ مجدداً در کانال تلویزیونی CBC در کانادا پخش شد.

### رسانه خانگی:
نسخه‌های دی‌وی‌دی منطقه ۱، توسط سرگرمی خانگی پارامونت و سی بی اس دی‌وی‌دی توزیع شد در حالی که نسخه‌های منتشر شده در سایر مناطق توسط سرگرمی خانگی والت دیزنی در حال توزیع بود.
در ۱۷ مارس ۲۰۱۵، سی بی اس دی وی دی مجموعه کامل «نجواگر روح» را بر روی دی‌وی‌دی در منطقه ۱ منتشر کرد.
| فصل | مشخصات فنی                                                                                                 | ویژگی‌های خاص | تاریخ‌های انتشار |
| --- | --- | --- | --- |
| ۱   | - ۲۲ قسمت - ۶دیسک - ویدئو: نسبت تصویر آنامورفیک ۱٫۷۸:۱ - صدا: دالبی دیجیتال ۵٫۱ «فراگیر» - بدون زیرنویس    | - تفسیرهای صوتی - ریل بلوپر - صحنه‌های حذف شده - دو ویژگی - تور مجازی: گراند ویو - اسطوره نجوا ارواح - تاکتیک‌های ترساندن                          | منطقه ۱ ۳۱ اکتبر ۲۰۰۶ منطقه ۲ ۹ ژوئیه ۲۰۰۷ (اروپا) ۲۳ آوریل ۲۰۰۸ (ژاپن) منطقه ۳ ۲۹ مه ۲۰۰۷ (هنگ کنگ) ۱۹ ژوئن ۲۰۰۷ (کره) منطقه ۴ ۲۳ مه ۲۰۰۷ (استرالیا) ۲۲ اکتبر ۲۰۰۷ (برزیل) |
| ۲   | - ۲۲ قسمت - ۶ دیسک - ویدئو: نسبت تصویر آنامورفیک ۱٫۷۸:۱ - صدا: دالبی دیجیتال ۵٫۱ «فراگیر» - زیرنویس بسته   | - تفسیرهای صوتی - ویژگی‌های پشت صحنه - سری وب طرف دیگر - کارت‌های تاروت - موزیک ویدیو                                                              | منطقه ۱ ۱۸ سپتامبر ۲۰۰۷ منطقه ۲ ۲۵فوریه ۲۰۰۸ منطقه ۳ ۸ آوریل ۲۰۰۸ (هنگ کنگ) ۲۶ ژوئیه ۲۰۰۸ (کره) منطقه ۴ ۲آوریل ۲۰۰۸ (استرالیا) ۱۲ سپتامبر ۲۰۰۸ (برزیل)                      |
| ۳   | - ۱۸ قسمت - ۵ دیسک - ویدئو: نسبت تصویر آنامورفیک ۱٫۷۸:۱ - صدا: دالبی دیجیتال ۵٫۱ «فراگیر» - زیرنویس بسته   | - تفسیرهای صوتی - ویژگی‌های پشت صحنه - سری وب دیگر طرف دوم - بازی‌های تعاملی - خانه خالی از سکنه تعاملی - مخلوط کردن تعاملی - خاطرات جن زده ملیندا | منطقه ۱ ۲سپتامبر ۲۰۰۸ منطقه ۲ ۶ آوریل ۲۰۰۹ منطقه ۳ ۳ مارس ۲۰۰۹ منطقه ۴ ۱۲ مارس ۲۰۰۹ (استرالیا) ۱۲ مه ۲۰۰۹ (برزیل)                                                           |
| ۴   | - ۲۳ قسمت - ۶ دیسک - ویدئو: نسبت تصویر آنامورفیک ۱٫۷۸:۱ - صدا: دالبی دیجیتال ۵٫۱ «فراگیر» - زیرنویس بسته   | - تفسیرهای صوتی - ویژگی‌های پشت صحنه - سری وب دیگر طرف سوم                                                                                        | منطقه ۱ ۲۲ سپتامبر ۲۰۰۹ منطقه ۲ ۱ مارس ۲۰۱۰ منطقه ۳ N/A منطقه ۴ ۹ مارس ۲۰۱۰ (استرالیا) ۱۲ مه ۲۰۱۰ (برزیل) ۱۰ مارس ۲۰۱۰ (آرژانتین)                                           |
| ۵   | - ۲۲ قسمت - ۶ دیسک - ویدئو: لیموزین عریض آنامورفیک ۱٫۷۸:۱ - صدا: دالبی دیجیتال ۵٫۱ «فراگیر» - زیرنویس بسته | - تفسیرهای صوتی - ویژگی‌های پشت صحنه - جشن ۱۰۰ - یک تهدید سه‌گانه - فصلی از تغییرات - سری وب دیگر طرف چهارم - شهر ارواح - یادبود ارواح راکلند      | منطقه ۱ ۱۲ اکتبر ۲۰۱۰ منطقه ۲ ۲۱ مارس ۲۰۱۱ منطقه ۳ N/A منطقه ۴ ۲ مارس ۲۰۱۱ (استرالیا) TBA (برزیل) TBA (آرژانتین)                                                            |

### هم‌اکنون
این مجموعه برای پخش در شبکه دیجیتالی رایگان سی‌دابلیو در دسترس است.
نمایش این سریال در وب سایت هولو نیز در دسترس است.

## بازخورد

### رتبه‌بندی ایالات متحده:
| فصل | فصل | قسمت‌ها | در ابتدا پخش شد | در ابتدا پخش شد | رتبه‌بندی فصلی ایالات متحده (بر اساس میانگین کل بینندگان در هر قسمت) | رتبه‌بندی فصلی ایالات متحده (بر اساس میانگین کل بینندگان در هر قسمت) | رتبه‌بندی فصلی ایالات متحده (بر اساس میانگین کل بینندگان در هر قسمت) |
| فصل | فصل | قسمت‌ها | فصل برتر        | فصل آخر         | رتبه                                                                | رتبه‌بندی/اشتراک گذاری (نمایش ۱۸–۴۹)                                 | بینندگان (در میلیون)                                                |
| --- | --- | ------ | --------------- | --------------- | ------------------------------------------------------------------- | ------------------------------------------------------------------- | ------------------------------------------------------------------- |
|     | ۱   | ۲۲     | ۲۳ سپتامبر ۲۰۰۵ | ۵ مه ۲۰۰۶       | شماره ۴۷                                                            | ۲٫۹/۱۰                                                              | ۱۰٫۲۰                                                               |
|     | ۲   | ۲۲     | ۲۲سپتامبر ۲۰۰۶  | ۱۱ مه ۲۰۰۷      | شماره ۴۴                                                            | ۳٫۰/۱۰                                                              | ۹٫۹۰                                                                |
|     | ۳   | ۱۸     | ۲۸ سپتامبر ۲۰۰۷ | ۱۶ مه ۲۰۰۸      | شماره ۶۴                                                            | ۸/۴٫۲                                                               | ۷۶٫۸                                                                |
|     | ۴   | ۲۳     | ۳ اکتبر ۲۰۰۸    | ۱۵ مه ۲۰۰۹      | شماره ۳۴                                                            | ۳٫۷/۱۱                                                              | ۲۶٫۱۰                                                               |
|     | ۵   | ۲۲     | ۲۵ سپتامبر ۲۰۰۹ | ۲۱ مه ۲۰۱۰      | شماره ۵۴                                                            | ۶/۱٫۹                                                               | ۷٫۷۸                                                                |

قسمت‌های نیمه اول فصل چهارم، هر هفته فرصت زمانی خود را در بینندگان و در تمام سنین جمعیتی از جمله گروه سنی ۱۸ تا ۴۹ سال به دست آوردند و همچنین معمولاً پخش سریال در شب را مناسب‌ترین زمان برای جذب مخاطب انتخاب کردند. علاوه بر این، چهارده قسمت از فصل ۴ از ۱۰ میلیون بیننده فراتر رفت که در ۷ قسمت آن این میزان به بیش از ۱۱ میلیون نفر نیز رسید. 

### لغو ساخت:
در ۱۸ می ۲۰۱۰، شبکه سی بی اس با اشاره به افزایش هزینه‌ها و شیب کاهشی بینندگان اعلام کرد که نجواگر روح برای فصل دیگری تمدید نخواهد شد. شرکت پخش رسانه‌ای آمریکا ای بی سی ابراز علاقه کرد که این سریال را برای فصل تلویزیونی ۲۰۱۰–۲۰۱۱ ایالات متحده انتخاب کند. با این حال، در ۲۷ می ۲۰۱۰، نشریه اِی آنلاین گزارش داد که شبکه ای بی سی تمدید سریال نجواگر روح را برای فصل ششم تصویب کرده‌است.
پس از گذشت چند ماه از اعلام خبر شبکه ای بی سی در مورد ساخت فصل ششم هیچ خبری مبنی بر تولید سریال پخش نشد.
در اکتبر ۲۰۱۰، جنیفر لاو هویت در یک ویدیوی خداحافظی از حمایت طرفداران سریال تشکر کرد و گفت: "عشق و حمایت شما برای بازیگران و گروه سریال "نجواگر روح" همه چیز را معنا کرده‌است و همه ما دلتنگ شما خواهیم شد. او در ادامه به پاسخ یکی از طرفداران سریالش که از ابراز دلتنگی کرده بود گفت: برو دی وی دی‌های ما را بگیر، به فکر ما باش، دلتنگ ما باش و بدان که چقدر دلتنگت خواهیم شد.
در ژانویه ۲۰۱۱، هیویت نظر خود را در مورد لغو ساخت سریال نجواگر روح اعلام کرد و گفت: "وقتی مردم را برای مدت طولانی به سفری برده‌اید، حداقل کاری که می‌توانید انجام دهید این است که با آنها خداحافظی آبرومندانه ای کنید. همه تیم سازنده سریال در مورد اتمام مناسب داستان که قرار بود در فصل ششم اتفاق بیفتد هم نظر بودیم ولی نتوانستیم این کاررا پایان برسانیم.»
در ژانویه ۲۰۱۸، هیویت در مصاحبه ای دیگر پس از چندین سال اظهار داشت: واقعاً در مورد راه‌اندازی مجدد یا احیای احتمالی سریال قاطع هستم «اگر آن‌ها می‌خواهند این کار را دوباره انجام دهند، پس من باید برگردم و نجواگر ارواح باشم زیرا از تاج و تخت خود در «نجواگر روح» دست نمی‌کشم. آن بخش برای من خیلی مهم بود، و آن چیزی بود که من بودم، خیلی سخت کار کردم تا ملیندا را به کسی که هست تبدیل کنم؛ بنابراین اگر آنها خواستند یک سریال ۱۰ قسمتی برای پایان داستان در نتفلیکس تهیه کنند، من خوشحالم که این کار را انجام دهم. اما سپردن آن به کسی دیگر مرا خرد می‌کند.»

## جوایز و نامزدی‌ها
| سال  | گروه                     | جایزه                                                                | میزبان                                                                          | نتیجه    | مراجع  |
| ---- | ------------------------ | -------------------------------------------------------------------- | ------------------------------------------------------------------------------- | -------- | ------ |
| ۲۰۰۶ | جوایز زحل                | بهترین بازیگر زن تلویزیون                                            | جنیفر لاو هویت                                                                  | نامزدشده |        |
| ۲۰۰۶ | جوایز امی                | طراحی برجسته عنوان اصلی                                              | نجواگر روح                                                                      | نامزدشده |        |
| ۲۰۰۶ | جوایز انتخاب کودکان      | بازیگر زن تلویزیون مورد علاقه                                        | جنیفر لاو هویت                                                                  | نامزدشده |        |
| ۲۰۰۶ | جوایز انتخاب نوجوان      | تلویزیون - انتخاب برک آوت نمایش                                      | نجواگر روح                                                                      | نامزدشده |        |
| ۲۰۰۶ | جوایز هنرمند جوان        | بهترین اجرا در یک سریال تلویزیونی (کمدی یا درام) – مهمان بازیگر جوان | جوزف کاستانون                                                                   | برنده    |        |
| ۲۰۰۷ | جوایز زحل                | بهترین بازیگر زن در یک برنامه تلویزیونی                              | جنیفر لاو هویت                                                                  | برنده    | [ ۳۶ ] |
| ۲۰۰۷ | جوایز امی                | آهنگسازی برجسته موسیقی برای یک سریال (آهنگ اصلی دراماتیک)            | قسمت: "عشق هرگز نمی‌میرد"                                                        | نامزدشده |        |
| ۲۰۰۷ | جوایز انتخاب نوجوان      | انتخاب بازیگر زن تلویزیون: درام                                      | جنیفر لاو هویت                                                                  | نامزدشده |        |
| ۲۰۰۷ | جوایز هنرمند جوان        | بهترین اجرا در یک سریال تلویزیونی – مهمان بازیگر زن جوان             | جنا بوید                                                                        | نامزدشده |        |
| ۲۰۰۸ | جوایز زحل                | بهترین بازیگر زن تلویزیون                                            | جنیفر لاو هویت                                                                  | برنده    |        |
| ۲۰۰۸ | جوایز سرزمین تلویزیون    | شخصیت مورد علاقه از "سوی دیگر"                                       | جنیفر لاو هویت                                                                  | نامزدشده |        |
| ۲۰۰۸ | جوایز هنرمند جوان        | بهترین اجرا در یک سریال تلویزیونی - مهمان بازیگر زن جوان             | ایزابل فورمن                                                                    | نامزدشده |        |
| ۲۰۰۹ | جوایز رسانه GLAAD        | اپیزود فردی برجسته (در یک سریال بدون شخصیت معمولی LGBT)              | قسمت: "اسلم"                                                                    | نامزدشده |        |
| ۲۰۰۹ | جوایز امی                | جلوه‌های ویژه بصری برجسته برای یک سری                                 | قسمت: "شبح در ماشین"                                                            | نامزدشده |        |
| ۲۰۰۹ | جوایز امی                | آهنگسازی برجسته موسیقی برای یک سریال (آهنگ دراماتیک اصلی)            | قسمت: "جهش ایمان"                                                               | نامزدشده |        |
| ۲۰۰۹ | جوایز زحل                | بهترین بازیگر زن تلویزیون                                            | جنیفر لاو هویت                                                                  | نامزدشده |        |
| ۲۰۰۹ | جایزه انجمن جلوه‌های بصری | جلوه‌های بصری برجسته در یک سریال پخش                                  | اپیزود: "شبح در ماشین" - آرمن کوورکیان، آرتور جی کودرون، مت شارف و استفان بردرک | نامزدشده |        |
| ۲۰۰۹ | جایزه انجمن جلوه‌های بصری | مدل‌ها و مینیاتورهای برجسته در یک برنامه پخش یا تجاری                 | اپیزود: "Save Our Souls" – Claridon Ship Shots, Eric Hance                      | نامزدشده |        |
| ۲۰۱۰ | جایزه زحل                | بهترین سریال تلویزیونی                                               | نجواگر روح                                                                      | نامزدشده |        |
| ۲۰۱۰ | جایزه زحل                | بهترین بازیگر زن تلویزیون                                            | جنیفر لاو هویت                                                                  | نامزدشده |        |
| ۲۰۱۰ | جوایز هنرمند جوان        | بهترین عملکرد در یک سریال تلویزیونی - بازیگر زن جوان تکراری          | مدیسون لیزل                                                                     | نامزدشده |        |
| ۲۰۱۰ | جوایز هنرمند جوان        | مهمان بازیگر جوان ۱۴ و بالاتر                                        | هانتر گومز                                                                      | نامزدشده |        |
| ۲۰۱۱ | جوایز هنرمند جوان        | مهمان بازیگر زن جوان ده و زیر                                        | جوی کینگ                                                                        | نامزدشده |        |
| ۲۰۱۱ | جوایز هنرمند جوان        | مهمان بازیگر جوان ۱۴–۱۷                                              | بیلی آنگر                                                                       | نامزدشده |        |
| ۲۰۱۱ | جوایز هنرمند جوان        | مهمان بازیگر جوان ۱۴–۱۷                                              | جوی لوتمن                                                                       | نامزدشده |        |
| ۲۰۱۱ | جوایز هنرمند جوان        | مهمان بازیگر زن جوان ده و زیر                                        | سامانتا بیلی                                                                    | برنده    |        |
| ۲۰۱۱ | جوایز هنرمند جوان        | بازیگر جوان دوره ای زیر ده سال                                       | کانر گیبز                                                                       | برنده    |        |